# Pierre Parisot
Pour les articles homonymes, voir Parisot.
Pierre Parisot, dit le père Norbert (1703-1769) était un frère mineur capucin lorrain, rendu célèbre par ses démêlés avec les Jésuites.
Né à Bar-le-Duc, il étudia chez les jésuites de cette ville avant d'entrer chez les capucins de Saint-Mihiel, puis de Pont-à-Mousson et de Nancy. 
Il se rendit en 1736 à Pondichéry comme procureur général des missions étrangères. De retour en Europe, il publia en 1744 un livre relatif à la controverse des « rites malabares » (Mémoires sur les missions des Indes), où il attaquait violemment la conduite des Jésuites aux Indes, jugés trop accommodants avec les rites indigènes en pays de mission, sommairement considérés par Parisot comme 'païens'. L'ouvrage fit scandale et fut condamné. 
Contraint à l'exil en raison de ses prises de positions, il quitta son ordre et voyagea à travers l'Europe afin d'encourager cours et gouvernements à expulser la Compagnie de Jésus. Il publia quatre autres volumes de Mémoires historiques contre les jésuites. Enfin il rentra en Lorraine sous le pseudonyme d'Abbé Platel, et mourut à Commercy.
Chevrier, lorrain comme lui, publia à son sujet un pamphlet anticlérical intitulé La Vie du fameux père Norbert, ex-capucin, connu aujourd'hui sous le Nom de l'Abbé Platel (Londres, 1763) dans lequel il donnait une « description grotesque de la vie et des habitudes des capucins dans l'intérieur de leur couvent ».

## Source
Marie-Nicolas Bouillet  et Alexis Chassang (dir.), « Père Norbert » dans Dictionnaire universel d’histoire et de géographie, 1878 (lire sur Wikisource)